# Call Me When You're Sober
"Call Me When You're Sober" é uma canção da banda de metal alternativo americana Evanescence. Foi escrita por Amy Lee e Terry Balsamo, sendo produzida por Dave Fortman e incluído no segundo álbum de estúdio da banda The Open Door. A faixa foi enviada para as rádios em 30 de julho de 2006, permitindo que várias estações de rádio logo reproduzossem a faixa, sem que nem mesma ela tenha sido lançada antes como CD single. Ela ficou disponível para download digital em 4 de setembro, e foi oficialmente lançada como single, em 25 de setembro de 2006, através da gravadora da banda Wind-up Records. Lee confirmou que a música foi escrita para o seu ex-namorado Shaun Morgan, vocalista da banda Seether.
A música recebeu críticas geralmente positivas dos críticos de música que elogiaram a instrumentação, o som de pesado e os vocais de Lee, que foram descritos como "fortes". "Call Me When You're Sober" atingiu o número 10 na Billboard Hot 100, número 4 na parada da Billboard Alternative Songs e top 20 em várias outras paradas internacionalmente. O single foi certificado de ouro, pela Australian Recording Industry Association (ARIA) em 2006 e platina pela Recording Industry Association of America (RIAA).
O videoclipe foi dirigido por Marc Webb e filmado 10-13 julho 2006. em Hollywood, foi baseado no conto de fadas Little Red Riding Hood. Ele retrata Lee e seu ex-namorado, interpretado pelo ator britânico Oliver Goodwill. Os integrantes da banda, tocam instrumentos, enquanto Lee canta, Lobos também são exibidos durante o vídeo. "Call Me When You're Sober" foi parte da set-list durante duas turnês mundiais do Evanescence, The Open Door Tour (2006–07) e Evanescence Tour (2011-12). Foi cantada pelo competidor do American Idol Gina Glocksen e usado no jogo de vídeo game Rock Band.

## Antecedentes e lançamento
"Call Me When You're Sober" foi escrito por Amy Lee e Terry Balsamo e sendo produzido por Dave Fortman. Foi uma das últimas músicas gravadas para o álbum The Open Door. As irmãs de Lee, Carrie e Lori, fizeram backing vocals durante a faixa "Make up your mind". A música foi gravada no Record Plant Studios e mixada no Ocean Way Studios, ambos em Los Angeles. Em uma entrevista para a MTV News em agosto de 2006, Lee disse que a música foi inspirada em seu ex-namorado Shaun Morgan, vocalista da banda Seether. Ela acrescentou que também foi inspirada por outras coisas que aconteceram em sua vida, "também era sobre as pessoas com quem eu trabalhava, que estavam me segurando e me manipulando e me traindo. Eu tive que persistir e seguir em frente". Lee explicou o conceito da música ainda mais:

Eu acho impossível esconder o quão óbvio é. O dia em que nosso single atingiu as paradas, meu ex-namorado disse que estava indo para a reabilitação e cancelou sua turnê. Eu nunca disse exatamente sobre quem era, mas é sobre o grande relacionamento em que eu estava, e toda a separação, que foi muito longa. A ruptura e as coisas difíceis em nosso relacionamento aconteceram depois de eu estar fora de foco por um tempo e ter escrito. Não era de modo para que viesse se tornar algo público. Eu estava tentando ser um pouco discreta sobre isso, e então ele saiu totalmente e disse que iria para a reabilitação. Foi chocante para mim.

Durante uma entrevista em 2011 para o Spin, Lee disse: "É principalmente um hino de vingança:"Você só me quer, quando você está bêbado." Eu definitivamente tenho muitas garotas que são como "Essa é a minha música. Eu atribui essa letra, para o meu ex-namorado". A faixa foi vazada por uma estação de rádio em 30 de julho de 2006, permitindo que várias estações de rádio tocassem a música, se que nem antes ela tivesse sido lançada como CD single. Ficou disponível para download digital, em 4 de setembro e foi oficialmente anunciado e lançado como single em 25 de setembro de 2006. Rumores começaram a surgir que Wind-up, teria escolhido liberar a música como single, que foi declarado ser mentira por Lee no agora desaparecido site de fãs Evboards.com: "A Wind up não escolheu essa música como single, ela nem queria, e eu que tive que insistir por isso. Eu adoro essa música, Além disso, eles não mudaram nada sobre isso. Esta é a maneira como conseguimos. Nós lutamos pela parte do violão, mas acabamos simplesmente conseguindo o mix completo."

### Reação de Shaun Morgan
No mesmo dia em que a música foi lançada nas estações de rádio nos Estados Unidos, Shaun Morgan foi enviado à reabilitação para o tratamento de "uma combinação de substâncias". Durante uma entrevista para a MTV News, ele revelou que não estava emocionado pela música porque ela a "assombrou-o" e o perseguiu. Ele afirmou ainda: "As pessoas me diriam:" Sim, cara, eu sei o que você está passando", e eu era como, 'Não, eu não acho que você seja assim. Sua ex-namorada não escreveu uma música sobre você, que milhões de pessoas ouviram, dizendo que você é um cara mau. Assim que isso aconteceu, amigo, como você se sente e oque você está passando". Eu quero "me rebaixar", a esse nível da Lee, Morgan explicou ainda mais sobre sua reação, em relação à música:

Não há necessariamente uma resposta, pois há uma lamentação. Fiquei aborrecido. Estava realmente chateado por ela dizer e fazer essas coisas. Em qualquer relacionamento, não acho correto dizer e fazer essas coisas quando as pessoas se separam e, obviamente, sentiu a necessidade de sair e me fazer parecer um completo idiota (sic). O que eu posso fazer?, Eu apenas me recuso a não quero me rebaixar a esse nível. Mas foi uma coisa dolorosa e me derrubou, pessoas que se aproximaram um diana rua e hoje escreve uma música dessas. Mas enfim, eu não senti a necessidade de escrever de volta, não é o melhor meio".

Quando perguntado se sua relação com Lee, inspirou a música do Seether "Breakdown", do álbum Finding Beauty in Negative Spaces (2007), Morgan declarou:

Não é uma música agressiva, e nem sequer é uma música de indiretas, eu preferiria referir-me a ela como um lamento, em vez de uma briga. Você não sabia que a música era de uma pessoa. Provavelmente é mais universal. Eu prefiro ser um pouco mais vago e respeitoso. Há algumas coisas que eu poderia ter dito e feito também, sempre há dois lados em cada história. E, se alguma coisa, a música diz: "Tudo bem. Vá em frente e diga essas coisas. Mas qual é o ponto de dizer o meu lado?, Isso é o que o sangue deseja, e eu não me importo com o que o sangue deseja.

Ele explicou as expectativas das pessoas de encontrar uma música no álbum que seja uma indireta para Lee:

Essas músicas estão se tornando um pouco mais introspectivas, o que é estranho, se eu assumisse que fiquei mais irritado, teria mais coisas a dizer. Não sei o quanto quero dizer e o que quero dizer. É difícil, porque sei quais são as expectativas para este álbum e que as pessoas estarão procurando por essa referência da Amy Lee, e eu estou tentando desesperadamente não ter nenhuma. Acabei de terminar com outro relacionamento verdadeiramente horrível com alguém, então, se houver algo sobre alguém no álbum, seria sobre ela, não sobre a Amy."

## Composição
De acordo com as partituras publicadas por Alfred Publishing no site Musicnotes.com, "Call Me When You're Sober", foi escrito na nota de Mi menor. É definido em tempo comum e realizado em um ritmo moderadamente rápido, de 96 batimentos por minuto. O alcance vocal de Lee na canção abrange a nota musical de Sol para Mi. Kelefa Sanneh, do The New York Times, disse que "Call Me When You're Sober", usa diferentes gêneros musicais, em sua composição, como baladas de piano, nu metal, rock sinfônico e electropop. Começa como uma "balada de piano, desvia-se para o hard rock, depois constrói para um escrúpulo grandioso  de orquestra pop e depois em uma refrão glorioso e cintilante". Durante uma entrevista para a MTV News, Lee revelou a inspiração por trás da música dizendo: "É muito óbvio sobre de quem se trata. Eu sei que as pessoas iriam ler entre as letras e pensarem que é sobre o meu ex-namorado Shaun Morgan [do Seether], mas eu quero ser completamente clara. Eu precisava desse momento tão ruim, para dizer exatamente o que eu estava sentindo por tanto tempo. A música é uma terapia para mim. É a minha saída, para cada coisa negativa que já estive. Ela me deixa transformar algo ruim em algo bonito."
Lee acusa seu namorado: "Não chore por mim / Se você me amasse / Você estaria aqui comigo / Venha me encontrar/ Faça a sua mente / Devo deixar você cair, perder tudo isso?". "Call Me When You're Sober "contem em suas letras", Você nunca me liga quando está sóbrio/Você só quer isso porque acabou, acabou", que é direcionado para o seu ex-namorado. De acordo com um escritor no site Contactmusic.com, ela escreveu a canção para "aliviar sua frustração" e um escritor do The Daily Princetonian, concluiu que era destinado a o ex-namorado da cantora. Caroline Sullivan, do The Guardian, opinou que achava que a canção tinha sido dirigida ao ex guitarrista do Evanescence, Ben Moody. Na música, Lee explica ainda mais por que o relacionamento não mais funcionará: "Deve ser cansativo perder seu próprio jogo, Egoisticamente odiado, não admira que você está cansado, Você não pode bancar a vítima desta vez". Ela depois canta as partes: "Então não chore para mim
Se você me amasse, Você estaria aqui comigo....

## Recepção da critíca
A música recebeu críticas em sua maioria positivas, dos críticos de música. Bill Lamb do site About.com, deu a música quatro de cinco estrelas afirmando: "É ótimo ouvir os acordes poderosos do rock, que o rádio tocará". Ele descreveu a música: "Há um pouco mais de peso em seu decorrer, do que alguns dos trabalhos anteriores do Evanescence, mas, de outra forma, pouco mudou. A voz de Amy Lee se ergue sobre os acordes pesados crocantes, que dão lugar a momentos tranquilos e contemplativos". Em Sua revisão sobre o The Open Door, colocou a música na lista de Top Tracks do The Open Door ao lado: de "Sweet Sacrifice", "Your Star", "Good Enough" e "Lacrymosa". R.J. Carter do site de música The Trades disse que "Call Me When You're Sober", tem uma introdução perfeita que mostra a habilidade vocal de Lee e acrescentou que a música é "o desempenho de destaque do álbum". O The Boston Globe, chamou a música de uma "selva de abertura, para um trabalho de dura cobrança". Brendan Butler, do Cinema Blend, chamou "Call Me When You're Sober", de a "música de rádio mais amigável" do álbum, junto com "Sweet Sacrifice". Ele observou que essas são as únicas duas músicas que "não diminuem a sonoridade, depois de um minuto". Kelefa Sanneh, do The New York Times, elogiou o trabalho vocal de Lee, acrescentando que ela parece terrível, que "persegue diferentes estilos enquanto canta diabólicamente de forma humilde". Ela observou que a música é um clássico do Evanescence, que, segundo ela, era "Bombástico, meticulosamente produzido (os vocais da Sra. Lee são duplicados para uma segunda estrofe), irracionalmente viciante".
Ao revisar The Open Door, Rob Sheffield, da revista Rolling Stone, disse sobre "Call Me When You're Sober": "Seus vocais estão acima do topo, no estilo dos anos oitenta como Pat Benatar ou Ann Wilson, que se adequa Romper músicas como "Sweet Sacrifice" e "Call Me When You're Sober". Mais tarde, ao rever o terceiro álbum de estúdio auto-intitulado Evanescence (2011), Nick Catucci da mesma publicação observou que não havia "nada tão pessimista quanto o hit do último álbum, "Call Me When You're Sober". Simon Cosyn, do The Sun, disse que a música é uma grande queda e: "Ela mostra a história pessoal de [Lee] com Shaun Morgan ... e os problemas do cantor, com as bebidas alcoólicas". Jason Nahrung, do The Courier-Mail, opinou que a música era uma reminiscência, do trabalho da banda com Ben Moody, afirmando que ela usa "graves pesos de bateria, produção impecável e prodigiosa e os vocais inconfundíveis de Lee." Um escritor do Canada.com, concluiu que a banda mostrou seu poder no "single mordendo". Stephen Thomas Erlewine, destacou a música, dizendo que tinha estrutura, ganchos e impulso. Nicholas Fonseca do Entertainment Weekly, chamou "Call Me When You're Sober" de um "hino do genérico irritadiço". Ed Thompson da IGN, colocou a música em sua lista, de Definitely Download, acrescentando que ela era "familiar para quem ouviu o rádio em qualquer estação, pelos últimos dois meses".
Em comentários mais negativos, Michael Endelman, do Entertainment Weekly, deu à música um C, dizendo: "A música de uma mulher desprezada?, Muito suave, recordando beijos inesquecíveis, "Call Me When You're Sober" é sobre um namoro recente da vocalista do Evanescence, Amy Lee, é um melodrama pop-metal, que não cumpre o título, à medida que a melodia paira em um padrão de retenção". Alex Nunn do musicOMH, mostrou a incredulidade da "mulher focalizada e angelical "que escreveu" My Immortal, "poderia" produzir uma escória como "Call Me When You're Sober" e acrescentou: "Musicalmente, são acordes e riffs, poderosos e grandes, coisas genéricas, mundanas e chatas". Em outra revisão, ele disse que "Call Me When You're Sober", sugere que:"O Evanescence são uma mera sombra da banda, que costumavam ser". Jenni Cole da mesma publicação concluiu que não havia nada a recomendar na música e acrescentou que foi um "retorno decepcionante", para a banda.

### Reconhecimento
Bill Lamb do About.com, colocou a música no número 3 na sua lista de "10 Canções populares mais irritantes de 2006", dizendo:"Foi bom ouvir a voz da Amy Lee do Evanescence de volta ao rádio, neste outono...nas primeiras a 3 ou 4 vezes. Depois de tocar 12 ou 13 vezes, tudo isso começa a soar, como um histriônico desnecessário. Precisa-se urgentemente de algo novo no repertório do Evanescence." No entanto, ele colocou mais tarde a música no número 72, em sua lista de "Top 100 Pop Songs" de 2006, acrescentando que a música "soa um pouco demais como já a ouvimos antes". "Call Me When You're Sober" foi colocado no número 10, na lista do VH1, de "Top 40 de 2006". A canção foi nomeada na categoria "Canção de Rock Favorita", no 33º People's Choice Awards.

### Desempenho nos gráficos
Na a semana que termina em 2 de setembro de 2006, "Call Me When You're Sober" estreou no número 25 no Billboard Hot 100 e no número 11 na parada da Hot Digital Songs. Moveu-se para o número 10 da próxima semana, que se tornou sua posição máxima.
Foi o terceiro top dez da banda na parada e permaneceu nele por dezessete semanas. "Call Me When You're Sober" entrou no número 77 no gráfico de final de ano da Hot 100, uma posição mais baixa do que a dos singles anteriores da banda "Bring Me to Life" e "My Immortal". Foi certificado de platina pela Recording Industry Association of America (RIAA) em 17 de fevereiro de 2009, vendendo mais de 1 milhão de cópias.
"Call Me When You're Sober" estreou no número 32 no UK Singles Chart, para a semana que termina em 30 de setembro de 2006 e a próxima semana atingiu o número 4, que era sua posição máxima. Passou um total de 8 semanas no gráfico e foi classificado pela última vez no número 69, em 11 de novembro de 2006. No gráfico de fim de ano no Reino Unido, a música foi colocada no número 139. Ela classificada no número 5, na lista da ARIA de "músicas mais tocadas em 2007".

## Videoclipe

Cena do vídeo de "Call Me When You're Sober", apresentando Lee, ao lado dos Lobos.

O videoclipe da música, foi dirigido por Marc Webb e filmado em Hollywood, Los Angeles em 10-13 julho 2006. Foi lançado em 20 de julho de 2006. O clipe e a personagem de Amy Lee, são baseados no conto de fadas Little Red Riding Hood. Durante uma entrevista para a MTV News, Lee descreveu o videoclipe dizendo: "a música é tão literal, as letras e tudo que quero dizer com ele é tão obvia, apenas pelo título já sentimos que o vídeo teria a liberdade de entrar em uma uma direção menos literal. Então, é [uma re-adaptação moderna de] Chapeuzinho Vermelho e o Big Bad Wolf e só que de uma forma mais legal, super-heróica e rock and roll". De acordo com uma entrevista, O diretor do clipe queria que Lee segurasse seu "ex-namorado" e o arrastasse no vídeo, mas Lee, opôs-se a ideia. Cada um dos Lobos usados no vídeo, tinha treinadores pessoais. Apesar da alergia de Lee a eles, no vídeo ela "os acariciava e [cantava ao lado deles]". Ela explicou ainda mais sobre a cena, com os lobos:

Os lobos entraram, e todos eles tinham treinadores e acabou sendo tudo muito divertido. [...] Eu pensei que seria fácil, mas quando entraram, eles tinham 150 toneladas. Então eu brinquei tipo, "Uau, se eu comesse todos os quatro, eu teria o mesmo tamanho que estes enormes animais". Mas ficou eu e os lobos na sala, e tudo acabou indo tudo muito bem. Foi fantástico. Minhas alergias entraram, mas eu consegui controla-las. E então nós gravamos a cena de Big Bad Wolf, do Lobo vindo sobre meus ombros e tentando me seduzir.

O vídeo começa com Lee vestida com uma capa de cetim vermelha e cantando enquanto está sentada em uma extremidade oposta, a de uma mesa de jantar com seu "namorado", interpretado pelo ator britânico Oliver Goodwill. Lee então está de pé na frente de um espelho, enquanto o seu ex namorado vem atrás dela; Ele começa a massagear seus ombros e se prepara para beijá-la, mas Lee recusa, dizendo que já é "muito tarde".A cena é cortada onde mostra Lee e quatro dançarinas de apoio, descendo uma escada onde, ao chegar ao piso, Lee e os dançarinos são levitados. No final da música, Lee anda no topo da mesa de jantar, enquanto as cadeiras e os itens de mesa são chutados para o chão, enquanto ela anda. Ela alcança seu amante no final, coloca o dedo em seus lábios e canta "eu me decidi". Cenas da banda tocando e de Lee sentada com lobos, são intercalados entre os outros elementos do vídeo. Inicialmente planejado para ser filmado no final de junho, o videoclipe foi adiado e as filmagens não começaram até a segunda semana de julho. Estreou na MTV, MTV2, VH1 e Fuse TV nos Estados Unidos; E em MuchOnDemand no Canadá. Conseguindo atingir o pico de número 1 no Total Request Live (TRL) da MTV. Corey Moss da MTV News concluiu que o vídeo "foi uma leitura abstrata de letras literalmente literais". O videoclipe de "Call Me When You're Sober" foi indicado na categoria de Melhor Vídeo Internacional por um grupo no MuchMusic Video Awards de 2007. Também foi nomeado na categoria de Melhor Vídeo no NRJ Music Awards em 2007.

## Performances ao vivo

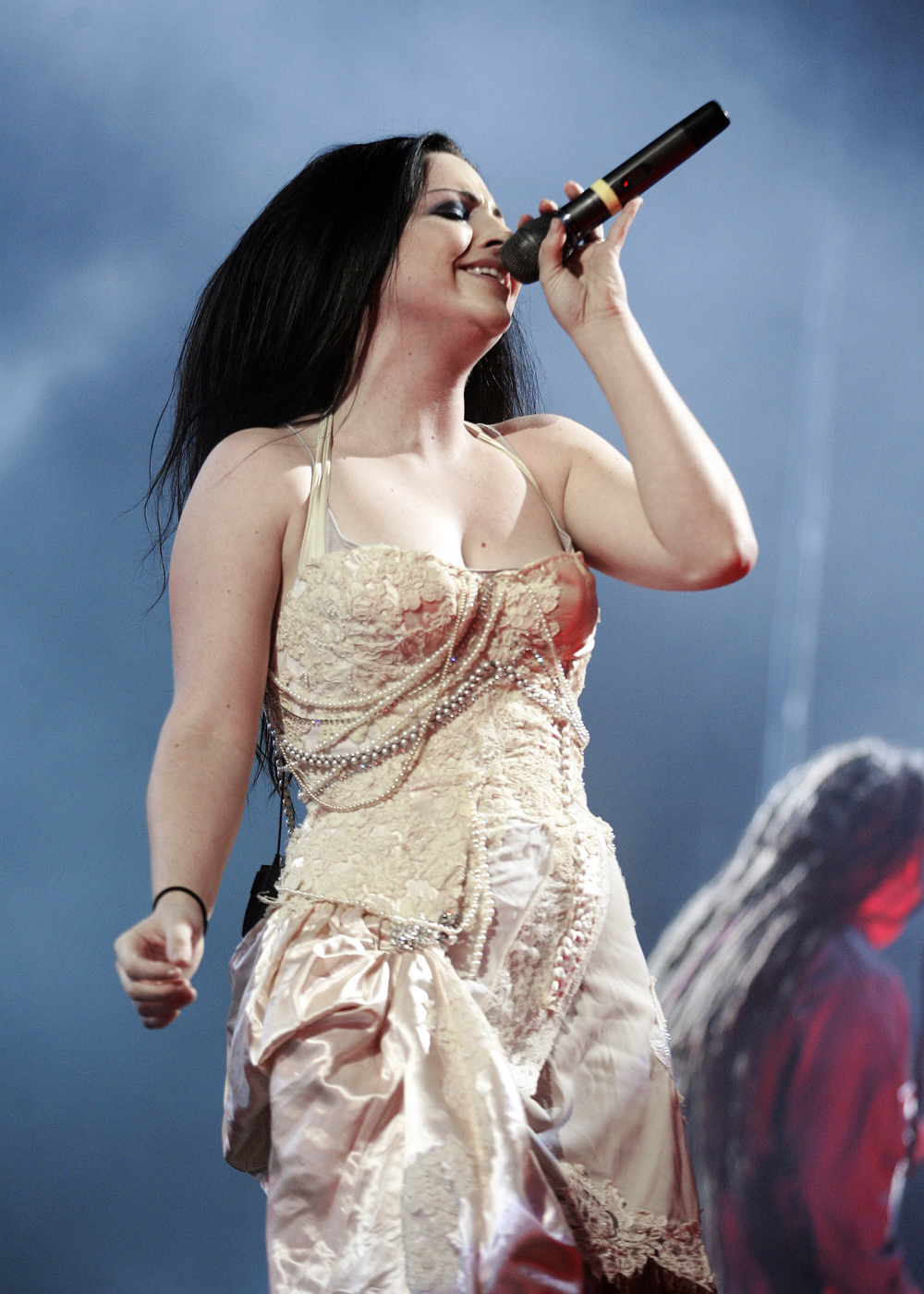
Amy Lee tocando em durante a segunda turnê da banda, The Open Door Tour em 2007.

A música foi incluída na lista definida da The Open Door, da banda. De acordo com Donnie Moorhouse do The Republican, a música recebe um "tratamento completo da banda", durante as apresentações. Ao rever um concerto da banda, Jon M. Gilbertson, do Milwaukee Journal Sentinel, disse que o título "afasta o humor perdido no rock". No entanto, ele elogiou a performance ao vivo de Lee na música, dizendo que ela "projetou tão alto e claramente que ela parecia estar tentando chegar muito além dos seus limites e ela alcançou as notas em todas as canções do set. Em outras palavras, Sem gritar nem rosnar." Chris Harris, da Rolling Stone, descreveu a interpretação da música com "todos os integrantes no lugar se encaixavam junto com Lee, cujo cabelo chicoteava em círculos de forma selvagem, enquanto ela cantava o refrão".
Durante o Family Values Tour em 2007, O Evanescence tocou "Call Me When You're Sober" em 30 de julho de 2007, em Mansfield junto com Korn. Eles tiveram um set de 65 minutos durante o show e Sarah Rodman, do The Boston Globe, elogiou o desempenho da banda, dizendo que "Call Me When You're Sober" era o ponto alto do show, com Lee soltando suas amarguras, com muita porcelana". No Jingle Ball de 2006, Evanescence tocou "Going Under" e "Call Me When You're Sober". Antes de começar a cantar a música, Lee anunciou: "Vamos fazer algo completamente diferente de todos os outros esta noite e arrasar da forma mais poderosa possível". Kelefa Sanneh, do The New York Times, observou que durante a performance a vocalista estava "curvando-se". Mais tarde, a banda tocou a música durante o Maquinaria Festival 2009, em São Paulo, Brasil. Em 2011, a música foi adicionada à set-list da terceira turnê mundial da banda, em apoio ao seu terceiro álbum de estúdio auto-intitulado Evanescence (2011). Eles também tocaram "Call Me When You're Sober", durante o festival Rock in Rio em 2 de outubro de 2011.

## Créditos
Os créditos foram adaptados do encarte do álbum The Open Door.
| - Composição – Amy Lee, Terry Balsamo - Produção, mixagem – Dave Fortman - Instrumentos – Amy Lee, Terry Balsamo - Vocais de apoio – Carrie Lee and Lori Lee - Programação - DJ Lethal - Engenharia - Jeremy Parker - Masterização - Ted Jensen - Programação adicional - John LeCompt | - Vocais, teclados – Amy Lee - Guitarra elétrica – Terry Balsamo - Guitarra rítmica – John LeCompt - Baixo elétrico – Tim McCord - Bateria – Rocky Gray |

## Faixas
Vinil Single (Edição limitada de 2006 do Reino Unido) Lançado em Setembro de 2006
1. "Call Me When You're Sober" (Versão do Álbum)
2. "Call Me When You're Sober" (Versão Acústica)

- - CD two[69]

1. "Call Me When You're Sober" [Versão do Álbum] - 3:34
2. "Call Me When You're Sober" [Versão Acústica] - 3:37
3. "Making of the Video" (Video clip) - 5:20
4. "Call Me When You're Sober" (Music video) - 3:33

- Vinyl single (Edição limitada 2006 2-track 7" vinyl single) - lançamento em 2006[70]

1. "Call Me When You're Sober" (Versão do Álbum) - 3:34
2. "Call Me When You're Sober" (Versão Acústica) - 3:37

## Paradas musicais

### Posições
| Chart (2006)                                          | Maior posição |
| ----------------------------------------------------- | ------------- |
| O campo songid é OBRIGATÓRIO PARA PARADA ALEMÃ        | 13            |
| Austrália (ARIA)                                      | 5             |
| Áustria (Ö3 Austria Top 75)                           | 7             |
| Bélgica (Ultratip Bubbling Under de Flandres)         | 3             |
| Bélgica (Ultratip Bubbling Under da Valônia)          | 10            |
| Brasil (ABPD)                                         | 9             |
| Canadá (Hot Canadian Digital Songs)                   | 5             |
| Espanha (Los 40 Principales)                          | 24            |
| Estados Unidos (Billboard Adult Top 40)               | 6             |
| Estados Unidos (Billboard Hot Mainstream Rock Tracks) | 5             |
| Estados Unidos (Billboard Hot Modern Rock Tracks)     | 4             |
| Estados Unidos (Billboard Hot 100)                    | 10            |
| Estados Unidos (Billboard Mainstream Top 40)          | 7             |
| Europa (European Hot 100 Singles)                     | 4             |
| Finlândia (Suomen virallinen lista)                   | 7             |
| França (SNEP)                                         | 20            |
| Irlanda (IRMA)                                        | 13            |
| Itália (FIMI)                                         | 3             |
| Noruega (VG-lista)                                    | 15            |
| Nova Zelândia (Recorded Music NZ)                     | 3             |
| Países Baixos (Dutch Top 40)                          | 9             |
| Reino Unido (UK Singles Chart)                        | 4             |
| ERRO: DEVE FORNECER ano PARA PARADA checa             | 14            |
| Suécia (Sverigetopplistan)                            | 23            |
| Suíça (Schweizer Hitparade)                           | 6             |
| Venezuela (Record Report)                             | 5             |

| Chart (2006)                         | Posição |
| ------------------------------------ | ------- |
| Austrália (Australian Singles Chart) | 32      |
| Estados Unidos (Alternative Songs)   | 27      |
| Estados Unidos (Billboard Hot 100)   | 77      |
| Estados Unidos (Hot Digital Songs)   | 55      |
| Estados Unidos (Hot Digital Tracks)  | 43      |
| Estados Unidos (Pop Songs)           | 61      |
| Países Baixos (Dutch Top 40)         | 68      |
| Reino Unido (UK Singles Chart)       | 139     |
| Suíça (Swiss Singles Chart)          | 83      |
| Chart (2007)                         | Posição |
| Estados Unidos (Pop Songs)           | 90      |

| País / Certificadora  | Certificações |        |
| Single                | Single        | Single |
| --------------------- | ------------- | ------ |
| Austrália (ARIA)      | Ouro          |        |
| Estados Unidos (RIAA) | Platina       |        |